# Tylophora pauciflora

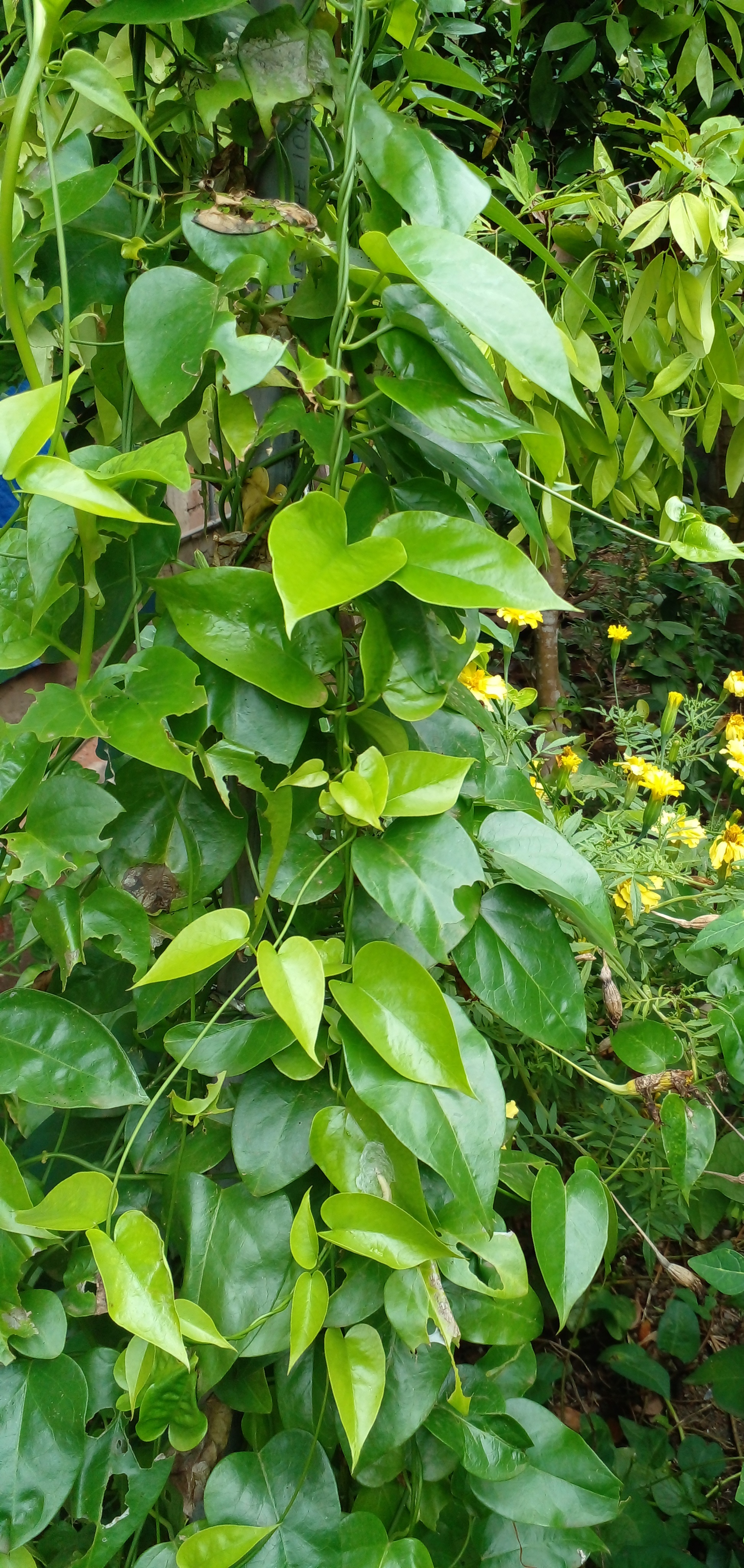
Tylophora pauciflora

Tylophora pauciflora är en oleanderväxtart som beskrevs av Robert Wight och Arn.. Tylophora pauciflora ingår i släktet Tylophora och familjen oleanderväxter. Inga underarter finns listade i Catalogue of Life.